# Ray Martin (calciatore)
Raymond Barry Martin (Coseley, 23 gennaio 1945) è un ex calciatore inglese, di ruolo difensore.

## Carriera
Si forma calcisticamente nell'Aston Villa e nel Birmingham City, miitando poi nella prima squadra della seconda dal 1963 al 1976. Con i Blues milita sei anni nella massima divisione inglese e sette nella serie cadetta. 
Nell'estate 1975 si trasferisce temporaneamente negli Stati Uniti d'America per giocare nella NASL, con i Portland Timbers.
Con i Timbers riuscì a giungere alla finale per il titolo del torneo nordamericano, persa contro i T.B. Rowdies.
Terminata l'esperienza con il club di Birmingham Martin torna ai Timbers, militandovi per altre due stagioni senza raggiungere risultati di rilievo.
Nella stagione 1979 torna a giocare nella NASL in forza ai Minnesota Kicks, con cui gioca un solo incontro, raggiungendo gli ottavi di finali dei playoff per il titolo.